# Villa Le Brache

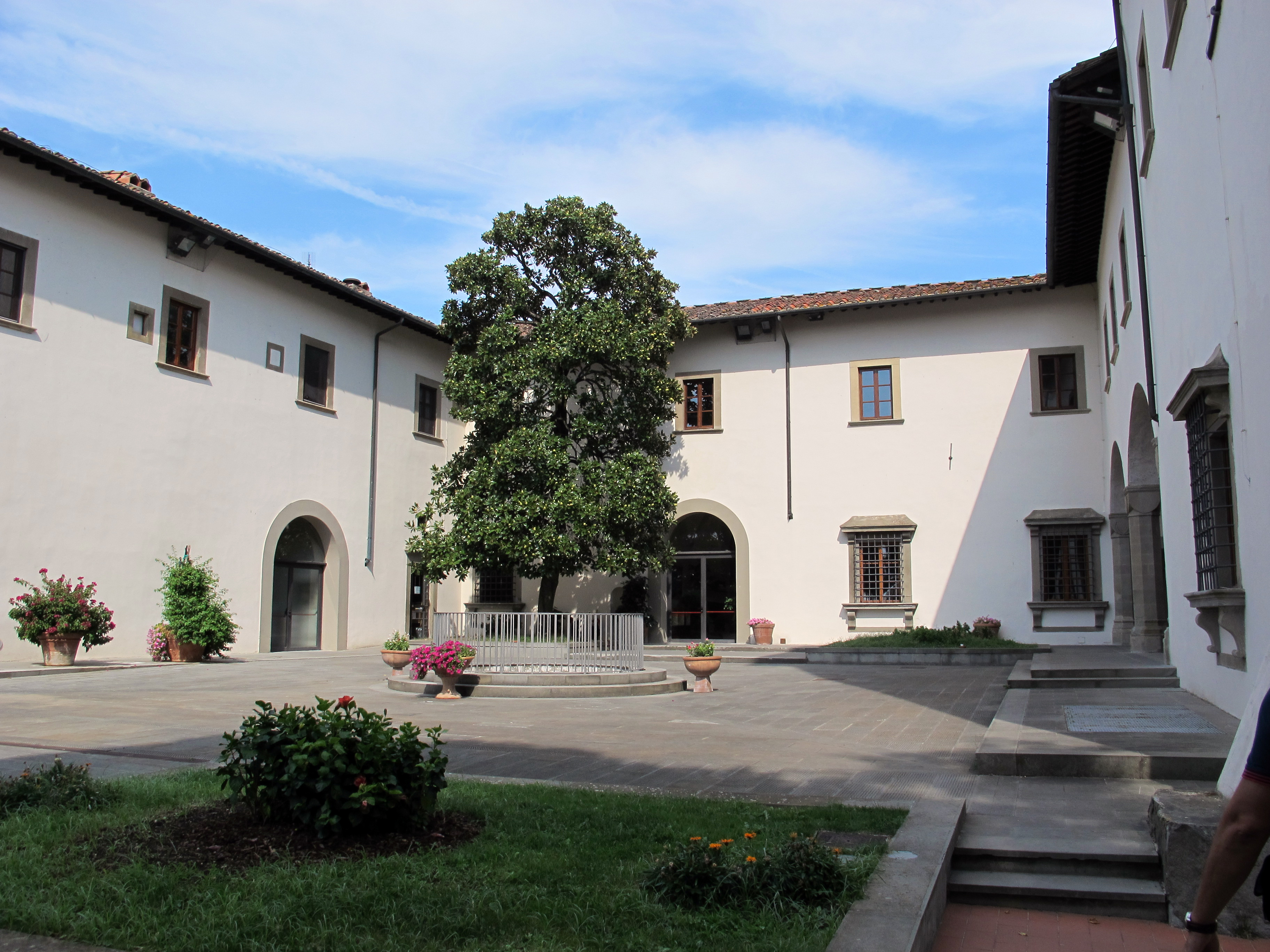
Il cortile

Villa Le Brache, detta anche Villa di Bellagio, si trova al confine del comune di Firenze, nella zona collinare di Castello. Di origini altomedievali è cresciuta nei secoli XIV e XV, con logge, sale, torri e un ampio giardino. Un tempo l'ingresso principale era in via di Castello e quello di servizio in via di Bellagio. Oggi l'accesso principale è stato spostato in via Reginaldo Giuliani 546.  
Attualmente la villa è sede dell'Istituto Buddista Italiano Soka Gakkai che l'ha acquistata nel 1986.

## Storia e descrizione

### Origini
Castello era l'antico nome dato alla zona poiché vi sorgeva il castellum aquae, la cisterna costruita ai tempi dell'imperatore Claudio (41-54 d.C.). Anche Firenze era una colonia romana - Florentia - il cui centro, all'incrocio tra il cardo e il decumano, era situato dove adesso si trova la colonna in Piazza della Repubblica. Poiché la colonna era anche la prima pietra miliare, le distanze erano segnalate da toponimi che si sono mantenuti nel tempo: Castello si trova dopo il torrente Terzolle, dopo Quarto, vicino a Quinto, prima di Sesto e di Settimello. 
All'antica torre, situata lungo la via che congiungeva Firenze e Prato, si aggiunsero nel tempo corpi di fabbrica fino a creare un piccolo abituro fortificato che potrebbe risalire all'anno Mille. In ogni caso è probabile che nel Duecento la torre fosse abitata da famiglie che curavano i campi e presidiavano le strade circostanti.  
Nella Cronica di Matteo Villani si ricorda che nel 1364 le truppe di Giovanni Acuto incendiarono tutte le ville nel raggio di tre miglia "intorno alla Petraia", distruggendo gli edifici e i poderi di ricche famiglie come gli Aldobrandini, i Brunelleschi, i Carnesecchi. L'edificio in questione era probabilmente tra quelli danneggiati dalle truppe del comandante inglese.

### I Tornabuoni

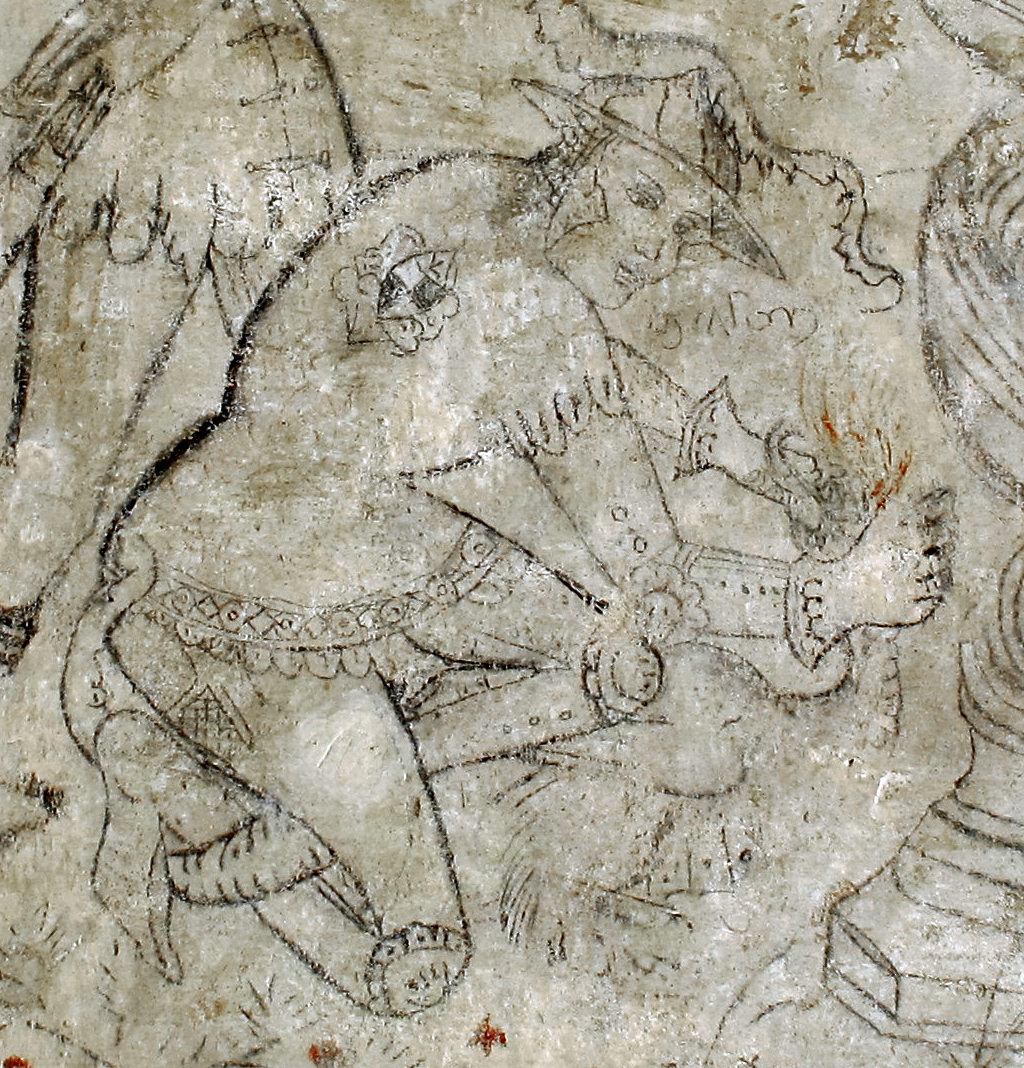
Storie degli Argonauti - Giasone lotta contro un drago. Lo stemma Tornabuoni appare sull'armatura dell'eroe.

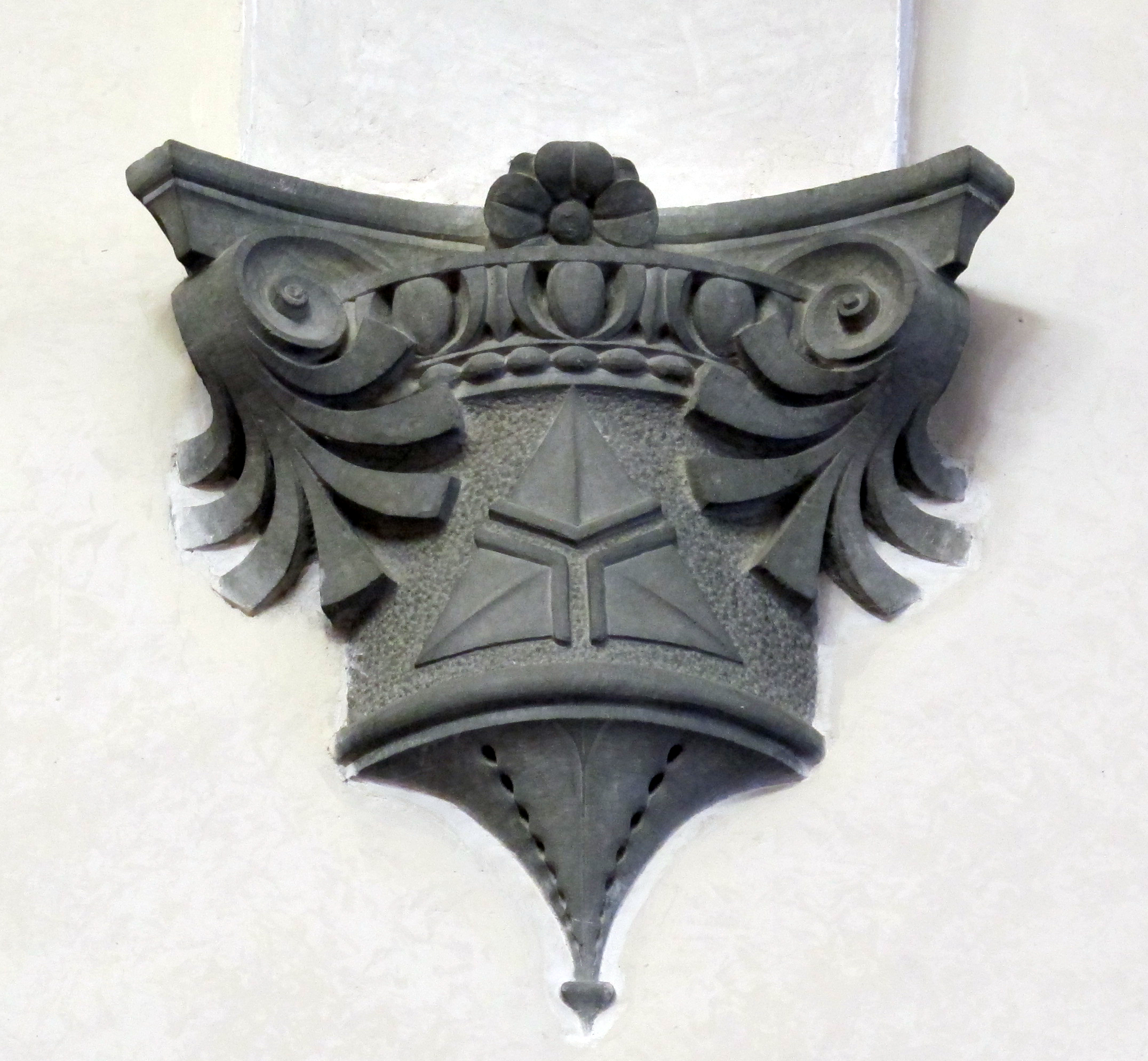
Capitello con l'impresa di Giovanni Tornabuoni con il triangolo equilatero e le tre punte di diamante.

I ruderi della futura villa Le Brache vennero probabilmente acquistati a prezzo conveniente dalla celebre famiglia Tornabuoni, verso gli ultimi decenni del Trecento. 
Nella prima portata al catasto del 1427 compare per la prima volta il nome "Brache". Nel latino di origine gotica braca significa ognuna delle due parti che formano i calzoni cioè "biforcazione"; da questo il curioso nome dato alla villa e alla zona proprio per la presenza delle biforcazioni dell'antico acquedotto. Fu in quegli anni che l'edificio dovette esser ricostruito diventando una "casa da signore", che comprendeva più corpi di fabbrica, con un loggiato al piano terra, una corte, una scala esterna in muratura (di cui sono state ritrovate le fondazioni), appartamenti e cantine. I pilastri ottagonali in pietra sono ben noti in altre opere fiorentine, riferibili alla fine del Trecento o l'inizio del Quattrocento. In questo periodo fu decorato il loggiato con un elegante ciclo dipinto riscoperto solo durante i lavori di restauro dopo il 1986. Disegnato a carboncino e terre rosse sull'intonaco fresco, senza preparazione sottostante, si raccontano le storie di Giasone e degli Argonauti, la morte di Absirto, quella di Medea e una battaglia sotto le mura di Troia, che compongono l'unico ciclo murale noto che illustra tali mitiche vicende 
Misterioso è il peduccio con il bassorilievo di una sfinge velata legata con un guinzaglio ad una quercia.
Nuovi lavori dovettero avere luogo a partire dal 1469, con la costruzione di saloni, appartamenti e, successivamente, della grande altana al piano superiore con l'emblema di Giovanni Tornabuoni, proprietario della villa per lodo dai 1484. Questo stesso emblema è visibile negli affreschi e negli intarsi del coro ligneo della Cappella Tornabuoni in Santa Maria Novella. 
La villa all'esterno era decorata su via di Castello da eleganti graffiti rinascimentali che ancora erano visibili alla metà del Novecento.

### I Gualtierotti e Camilla Martelli

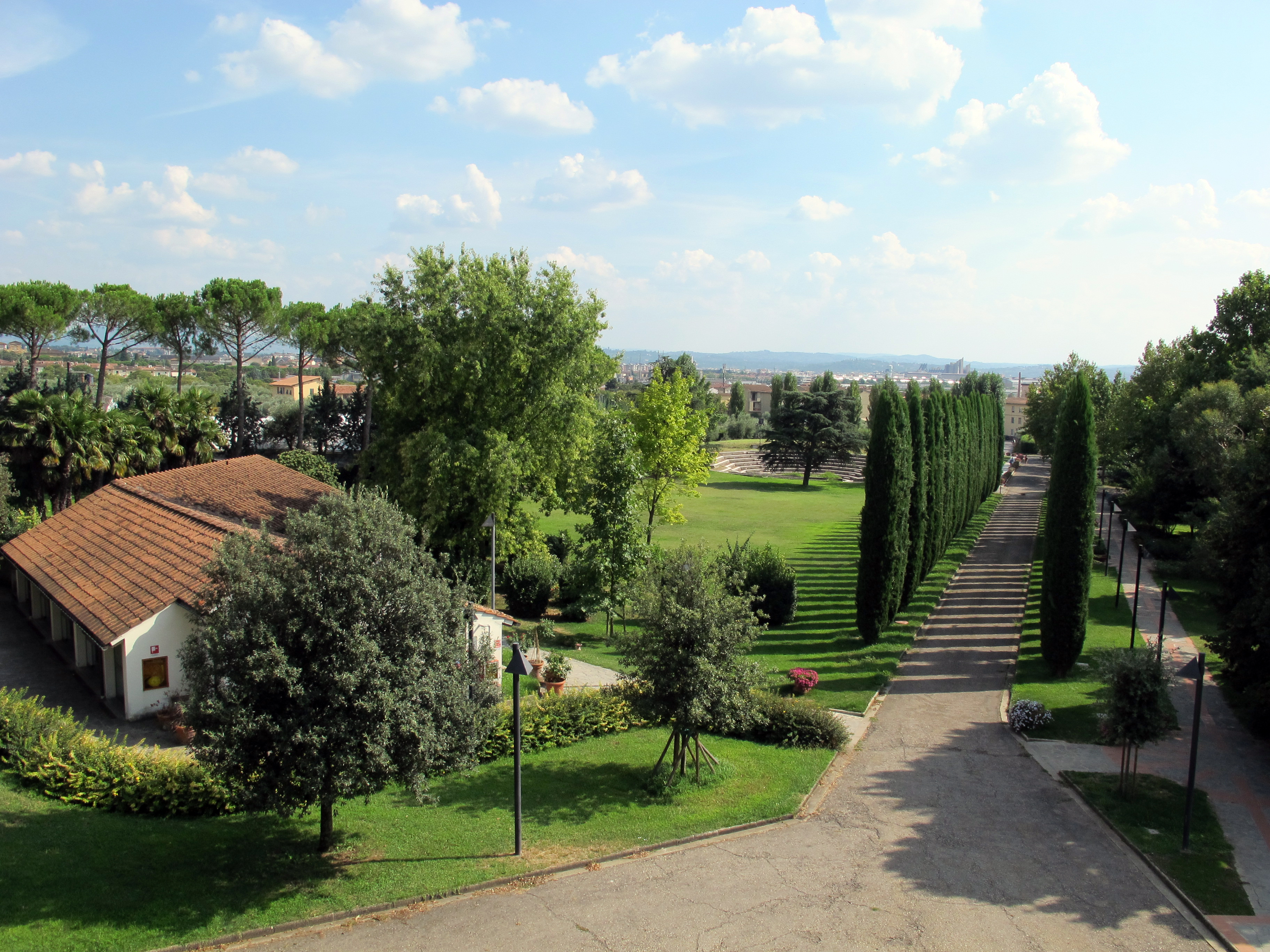
Giardini

Nel 1546 la villa cambiò di proprietà, quando Lionetto di Leonardo Tornabuoni la cedette a Maria, la vedova di Lorenzo di Bartolomeo Gualtierotti, la quale la donò subito ai figli Bartolomeo, Francesco e Bordo mantenendone l'usufrutto. In quel periodo vennero scolpiti gli stemmi della loggia al piano terra con l'emblema Gualtierotti. 
Dal 1571 la villa fu acquistata da Camilla Martelli, la giovane moglie morganatica di Cosimo I de' Medici. Con la sua morte, nel 1574, Camilla, allora appena ventinovenne, fu costretta dal nuovo granduca Francesco I a rinchiudersi in convento. Essa quindi donò la villa alla figlia Virginia che nel 1586 andò in sposa a don Cesare d'Este, futuro duca di Modena. In quegli anni Giorgio Vasari il Giovane disegnò la pianta della villa - conservata al Gabinetto dei Disegni e delle Stampe degli Uffizi - che si è mantenuta sostanzialmente identica fino ai giorni nostri. Sempre in quel periodo, fu rialzata la torre verso il giardino.

### Dal Seicento all'Ottocento
Gli Este vendettero le Brache nel 1614 a Baccio di Lapo Del Tovaglia per cinquemila scudi, e di nuovo, il 28 agosto 1639, la villa ebbe un nuovo proprietario in Francesco di Jacopo Ricciardi. La famiglia Ricciardi, originaria di San Gimignano, tenne la villa per quasi duecento anni e vi apportò diversi ammodernamenti e modifiche: furono rifatte le stufe, i camini e i lavabi, e furono probabilmente ricoperti in questo periodo i dipinti sotto il loggiato e aperto il nuovo portale di fronte all'attuale viale dei cipressi. Il loro stemma, a due gigli fustati, si trova oggi sulla mostra di un camino in pietra al primo piano. 
Con l'estinzione del casato nel 1803 l'ultima erede, maritata Franceschi, lasciò tutti gli immobili ai nipoti. Villa Le Brache in particolare fu ereditata nel 1816 da Ferdinando Neri, marito della bisnipote della contessa e alla sua morte nel 1826 la villa passò alla figlia Giovanna, maritata Dainelli da Bagnano. Lo stemma dai vividi colori che è visibile sopra l'arco di ingresso principale al piano terra documenta la successiva unione di questa famiglia con i Masetti. 
La villa all'epoca era chiamata dai proprietari Villa di Bellagio, lasciando perdere il vecchio e poco altisonante nome le Brache. La famiglia Masetti, che viveva in quello che fu il Palazzo Gianfigliazzi sul lungarno Corsini a Firenze, avrebbe voluto grandi cambiamenti ad opera dell'architetto Giuseppe Martelli che ne avrebbero però cancellato l'aspetto rinascimentale. Per fortuna questi non furono portati a termine. Il cuore dell'edificio fu comunque trasformato secondo lo stile degli ultimi decenni dell'Ottocento: al posto degli antichi ballatoi, collegamenti, scale e stanze, fu creato un grande scalone monumentale. All'esterno fu distrutto il muro che delimitava il cortile principale e la scala esterna in muratura presenti sulla pianta di Giorgio Vasari il Giovane e che si erano mantenuti intatti fino a quel momento.

### La Soka Gakkai

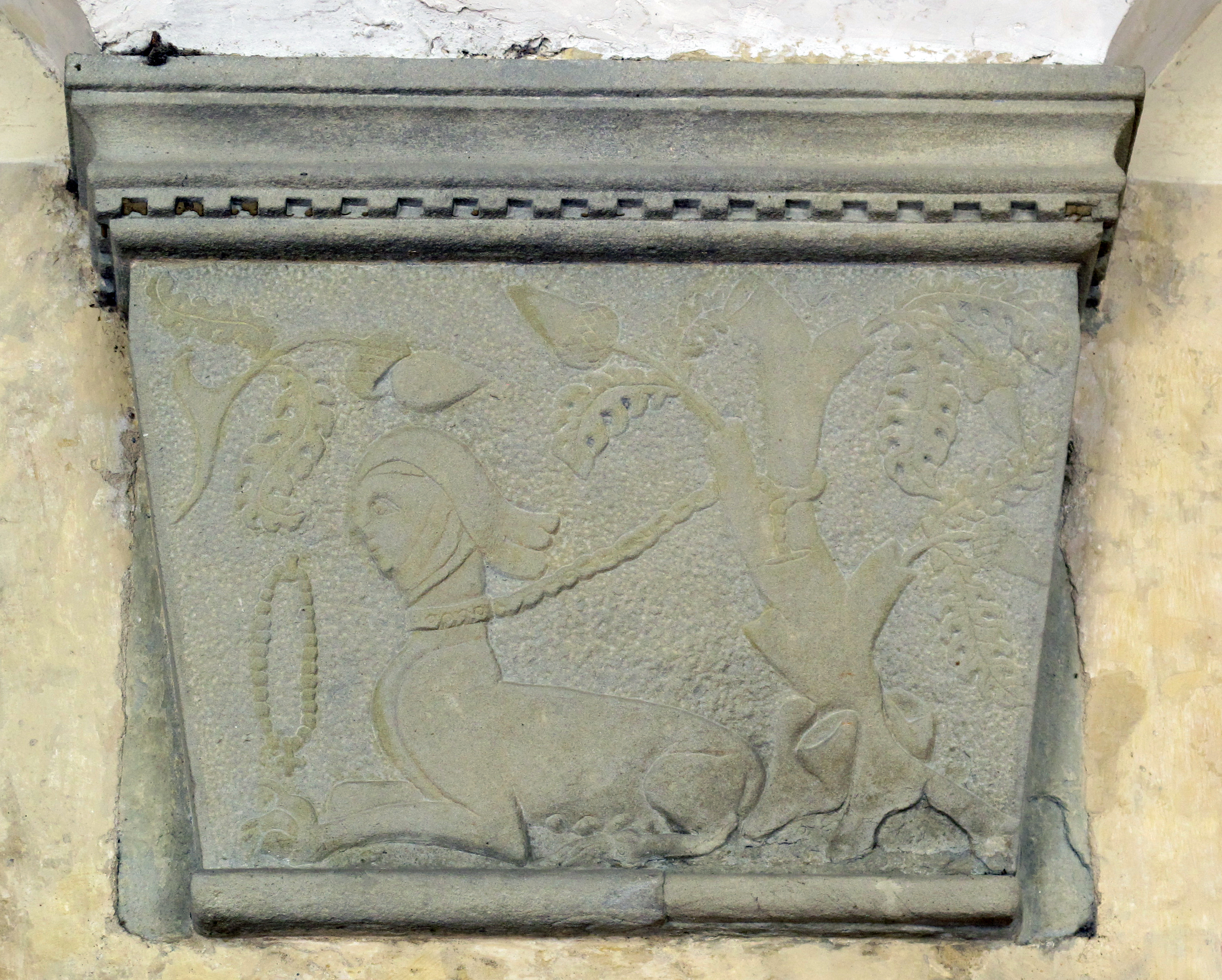
Capitello con sfinge a rilievo

Gli eredi Masetti abitarono la villa fino al secondo dopoguerra come mostrano alcune belle fotografie d'epoca.  
Quando nel 1986 la Soka Gakkai Internazionale acquistò l'edificio dall'antico originario aspetto aristocratico, solo una porzione della villa mostrava segni di vita recente. Da allora iniziò un intenso e profondo lavoro di restauro che ha visto partecipare per circa 3 anni centinaia di ragazzi e ragazze da tutta Italia che arrivavano per offrire il loro contributo volontario. Pur non avendo, nella maggior parte dei casi, esperienza nei lavori edili, la forte unità di intenti permise di realizzare qualcosa altrimenti impensabile senza un forte investimento economico. Fu ricreato il giardino all'italiana e il frutteto e la Villa divenne sede fiorentina e nazionale dell'Istituto Buddista. 
A conclusione dei lavori di restauro, nel 1992 il Centro culturale italiano fu inaugurato in occasione della visita del terzo presidente della Soka Gakkai, Daisaku Ikeda. La Soka Gakkai Internazionale promuove nel mondo i valori di pace, cultura ed educazione.  
Ente religioso dal 1998, l'Istituto Buddista Italiano Soka Gakkai nel 2016 ha stipulato l'Intesa con lo Stato italiano, firmata proprio nel salone principale al piano terreno della villa.